# Almeida Faria
Almeida Faria, né Benigno José Mira de Almeida Faria à Montemor-o-Novo le 6 mai 1943 , est un écrivain portugais.

## Biographie
Il remporte le prix Vergílio Ferreira en 2000.

## Œuvres  traduites en français
- Les Jours de la passion, T.4, Chevalier errant [« Cavaleiro andante »], trad. d’Anne-Marie Quint, Paris, Éditions Belfond, coll. « Littérature étrangère », 1986, 235 p.  (ISBN 2-7144-1943-7)
- Les Jours de la passion, T.1, La Passion [« A Paixão »], trad. de Roberto Quemserat, Paris, Éditions Belfond, coll. « Littérature étrangère », 1988, 199 p.  (ISBN 2-7144-2263-2)
- Les Jours de la passion, T.2, Déchirures [« Cortes »], trad. d’Anne-Marie Quint et Maryvonne Boudoy, Paris, Éditions Belfond, coll. « Littérature étrangère », 1989, 206 p.  (ISBN 2-7144-2415-5)
- Les Jours de la passion, T.3, Lusitania [« Lusitânia »], trad. d’Anne-Marie Quint et Maryvonne Boudoy, Paris, Éditions Belfond, coll. « Littérature étrangère », 1991, 176 p.  (ISBN 2-7144-2678-6)[1]
- Le Conquistador [« O conquistador»], trad. de Maryvonne Boudoy et Anne-Marie Quint, Paris, Éditions Belfond, coll. « Littérature étrangère », 1992, 166 p.  (ISBN 2-7144-2906-8)